# Bazilika svete Družine, Barcelona
Bazilika svete Družine, splošno znana po skrajšanem španskem imenu Sagrada Familia (uradno katalonsko Temple Expiatori de la Sagrada Família, špansko templo Expiatorio de la Sagrada Familia, v dobesednem slovenskem prevodu Spokorniško svetišče svete Družine), je masivna bazilika v Barceloni, ki so jo začeli graditi leta 1882, vendar še do danes ni končana. 

## Arhitektura in zgodovina
Arhitekturno jo je zasnoval znameniti španski arhitekt Antoni Gaudí. Slednji je na projektu delal 40 let ter mu popolnoma posvetil zadnjih 15 let svojega življenja. Po njegovi smrti je vodstvo del prevzel Domènec Sugrañes i Gras, leta 1936 pa jo je prekinila španska državljanska vojna. Med vojno so porušili dele nedokončane cerkve ter uničili tudi načrte. Kasnejša, tudi današnja nadaljevanja gradnje temeljijo na rekonstrukciji Gaudíjevih načrtov. Od leta 1940 naprej so pri gradnji sodelovali arhitekti Francesc Quintana, Isidre Puig Boada, Lluís Bonet i Gari, Francesc Cardoner, Jordi Bonet i Armengol in Mark Burry.
Po trenutnih načrtih naj bi bila zgradba končana leta 2026, kar sovpada s stoletnico Gaudíjeve smrti. 7. novembra 2010 je še nedokončano cerkev posvetil Papež Benedikt XVI. in jo razglasil za manjšo baziliko.